# Uri Segal
Uriel Segal (Gerusalemme, 7 marzo 1944) è un direttore d'orchestra israeliano.

## Biografia
Segal ha studiato violino e direzione d'orchestra presso l'Accademia Rubin di musica (oggi l'Accademia di Gerusalemme di Musica e Danza). Dal 1966 al 1969 andò a Londra dove frequentò la Guildhall School of Music and Drama. Ha completato i suoi studi a Siena.
Nel 1969, poco dopo la sua laurea, Segal ha vinto il primo premio al Concorso di Direzione Dimitri Mitropoulos a New York City. Dopo questo lavorò per un anno come assistente di Leonard Bernstein con la New York Philharmonic Orchestra.
La vittoria del Premio Mitropoulos fu seguita da inviti per apparizioni con le maggiori orchestre europee ed americane. In Europa Segal ha portato tra l'altro, i Berliner Philharmoniker, il Royal Concertgebouw, la London Symphony, la London Philharmonic, la Philharmonia, l'Orchestre de Paris, l'Orchestre de la Suisse Romande e la Filarmonica di Stoccolma. Negli Stati Uniti e in Canada ha diretto le orchestre sinfoniche di Chicago, Pittsburgh, Detroit, Dallas, Houston, Montreal, e Rochester. In Israele dirige la Israel Philharmonic e la Jerusalem Symphony tra gli altri.
Nel 1973 Segal ha fatto il suo debutto operistico dirigendo L'olandese volante a Santa Fe, e da allora ha diretto opere in Italia, Francia, Germania, Giappone, Israele e Stati Uniti.
Dal 1980 al 1982 Segal è stato il direttore principale della Bournemouth Symphony Orchestra. Dal 1981 al 1985 è stato direttore principale della Philharmonia Hungarica e direttore Ospite principale della Stuttgart Radio Symphony (1972-1987). Ha anche lavorato come direttore artistico della Israel Chamber Orchestra.
Negli Stati Uniti Segal divenne direttore musicale della Chautauqua Symphony Orchestra nel 1990, e ha ricoperto la carica fino al 2007, direttore musicale della Louisville Orchestra, nel Kentucky Stati Uniti d'America (1996-2004). Nel 1990, a Osaka, Giappone, ha fondato la Century Orchestra ed è stato il suo direttore principale fino al 1998. In seguito divenne Direttore Laureato della Century Orchestra.
Nel febbraio del 2009 Segal diresse la prima giapponese dell'opera di Ligeti Le Grand Macabre al Tokyo National Theater. Altre, in evidenza più di recente, sono state Das Klagende Lied (Prima avvenuta a Israele) di Mahler, Stabat Mater di Dvorak, La sagra della primavera di Stravinsky (per l'anniversario di Stravinsky), la Sinfonia n. 4 di Mahler e l'oratorio Tikkun Hatzot (Veglia di mezzanotte) del venerato compositore israeliano Mordechai Seter. È prevista una serie di concerti con la Jerusalem Camerata nella stagione 2016-17.
Segal ha sposato Ilana Finkelstein nel 1966.  Hanno avuto quattro figli, tre femmine e un maschio.

## Discografia
Segal ha registrato per la Decca di Londra e per la EMI con la English Chamber Orchestra, la London Philharmonic, Philharmonia, l'Orchestre de la Suisse Romande, la Bournemouth Symphony, New Zealand Symphony e Century Orchestra di Osaka, e con i solisti Vladimir Ashkenazi, Radu Lupu, Alicia de Larocha e Rudolf Firkusny.